# 쇼기
쇼기(일본어: 将棋、しょうぎ)는 일본에서 두 사람이 마주보고 편을 갈라 판위에 말을 세우고 정해진 법칙에 따라 움직여 겨루는 장기와 비슷한 보드 게임이다. 일본 장기(日本将棋) , 본장기, 책장기, 소장기라고 불리며 체스 · 바둑과 더불어 많은 일본인들이 즐기고 있다.

## 특징

### 기물
가로 · 세로 각 9칸으로 되어 있으며, 체스와 마찬가지로 궁성이 없고 칸 안에 기물(말)을 놓는다. 말은 대국자마다 20개씩 총 40개를 사용하며, 각각 왕장(王将) 1개 · 옥장(玉將) 1개 · 금장(金將) 2개 · 은장(銀將) 2개 · 비차(飛車) 1개 · 각행(角行) 1개 · 계마(桂馬) 2개 · 향차(香車) 2개 · 보병(步兵) 9개로 구성되어 있다.
쇼기에서 가장 강한 기물은 비차(飛車)로, 장기의 차(車) 및 체스의 룩(Rook)과 움직임이 같다. 왕(王)보다 비차(飛車)가 낫다는 속담도 전해진다.

### 포로의 사용
쇼기가 다른 보드게임과 가장 구별되는 것은 체스, 장기 등과는 다르게 상대방의 기물을 잡았을 경우 이를 자신이 다시 사용할 수 있는 점이다. 이러한 룰 때문에 쇼기의 수는 실로 변화무쌍하므로 상대방과 자신이 가진 말을 늘 염두에 두면서 플레이해야 한다.
또한 사로잡은 보병을 이용해 외통을 부를 수 없는데(외통이 아닌 통상의 장군은 부를 수 있다), 이 또한 최하급의 포로로 적장을 잡지 않는다는 의미로 적에 대한 예의에서 비롯된 것으로 여겨진다.

### 승격
쇼기에는 승격이라는 제도가 있다. 이는 특정한 종류의 말들이 적진(9개의 가로줄 가운데 상대방 쪽 3줄 총 27칸)에 들어가거나(다만 가진 말을 바로 투입하는 경우는 제외), 적진 속에서 움직이거나, 적진에서 나올 때 움직임이 추가되거나 변하는 것을 말한다. 다른 종류의 말로 변할 수 있는 체스와는 달리, 쇼기는 승격이 가능한 각 기물들의 승격시의 움직임이 사전에 정해져 있다. 또한 체스에서는 오직 폰(Pawn)만이 승격하는데 반해 쇼기에서는 금장(金将)과 옥장(玉将)을 제외한 모든 기물이 승격할 수 있다.

### 반칙
쇼기에는 착수가 금지된 수가 많아 다른 게임에 비해 반칙패가 자주 나오는 편이다. 경지에 이르렀다는 프로들 사이에서도 반칙패가 가끔씩 나와 화제가 되곤 하는데 특히 '이보[二步 : 한 줄에 보병(步兵) 두 개를 놓는 것] 금지'라는 룰은 착각할 여지가 많아 초읽기에 몰렸을 때 실수하는 프로가 매년 나온다.
그리고 기물이 이동할 수 없는 곳을 두면 반칙패가 되는데, 특히 대각선 이동 기물인 각행(角行)의 이동경로를 착각한 반칙패가 종종 나온다. 이는 체스와는 달리 쇼기판이 흑백 체크무늬색이 아닌 단색이기 때문에 시각적 착오를 상대적으로 더 일으킬 수 있기 때문이다.

### 게임의 양상
쇼기는 장거리 공격 기물이 적은 편이어서, 초반에는 서로 수비태세를 갖추는 것이 통상적인 진행이다. 후반에는 포로의 사용이라는 규칙 때문에 경우의 수가 더욱 많아지며, 역전이 자주 나온다.

## 규칙

### 초기배치
- 근렬

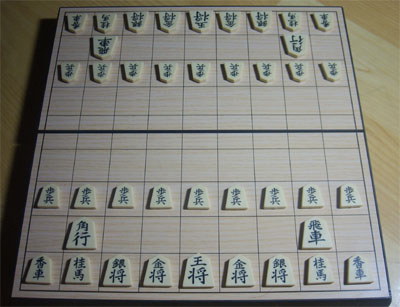
쇼기의 초기 배치

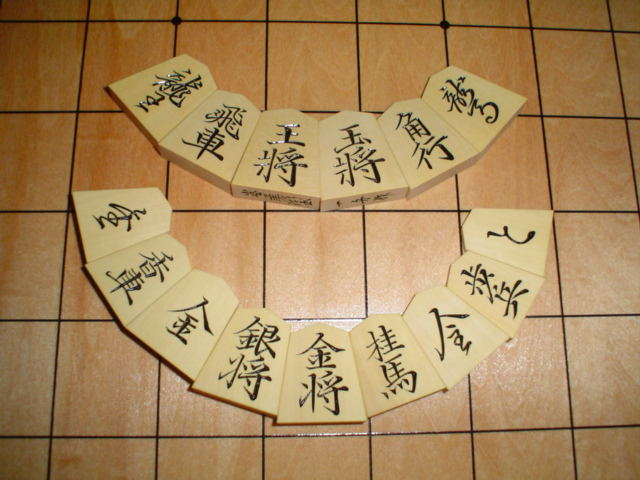
쇼기의 기물들

  - 옥장(玉將) 또는 왕장(王将) : 중간에 위치한다.
  - 금장(金將) : 옥장 밖에 위치한다.
  - 은장(銀將) : 금장 밖에 위치한다.
  - 계마(桂馬) : 은장 밖에 위치한다.
  - 향차(香車) : 계마 밖(구석)에 위치한다.

- 중렬
  - 각행(角行) : 왼쪽 계마의 앞에 위치한다.
  - 비차(飛車) : 오른쪽 계마의 앞에 위치한다.

- 원렬
  - 보병(步兵) : 일렬로 위치한다.

### 기본규칙
- 가로세로 9칸씩 구획되어 있는 쇼기판에서 시행한다. (한국이나 중국의 장기와 달리 체스처럼 칸 안쪽에서 이동함.)
- 선수가 옥장을, 후수가 왕장을 사용하며 통칭 옥장(玉將)이라 한다.
- 경기자 양측은 교대로 1번씩 자신의 말을 움직이거나 잡은 상대편의 말 1개를 반상에 올려놓는다.
  - 자신의 차례에서 반드시 1번은 말을 움직이거나 반상에 올려놓아야 한다. 2번 연속으로 움직이거나 자신의 차례를 건너뛸 수 없다.
- 상대방의 말을 잡으면, 그 말을 필요한 때에 자신이 사용할 수 있다.
  - 잡은 말은 말받침(駒臺)에 놓아 상대방이 볼 수 있도록 한다.
- 잡은 말은 빈 칸이라면 어디든지 둘 수 있다.
  - 갈 길이 없는 곳에 잡은 말을 투입할 수 없다. 예를 들어 보병과 향차는 적진 1단, 계마는 적진 1 · 2단에 투입하면 더 이상 갈 곳이 없게 되므로 이곳에 놓을 수 없다.
  - 잡은 말을 미리 승격시켜서 투입할 수 없다. 승격된 말을 잡은 경우에도 마찬가지로 승격되지 않은 상태로 투입하여야 한다.
- 1칸에는 1개의 말만 배치할 수 있다.
- 말은 옥장(왕장) · 비차 · 각행 · 금장 · 은장 · 계마 · 향차 · 보병이 존재하며, 각각의 움직임은 미리 정해져 있다.
- 반상에서 자기 방향 3칸을 자진(自陳) · 상대방이 있는 쪽 3칸을 적진(敵陳)이라고 부르며, 옥장과 금장 이외의 말은 적진 안에서 움직이거나 나올 때 승격(成り)할 수 있다.
  - 승격된 말은 뒤집어서 승격된 상태임을 표시하고, 승격된 말의 움직이는 방식을 따른다. 승격된 말은 구분을 쉽게 하기 위하여 붉은색 글씨로 표기하기도 한다.
  - 한 번 승격된 말은 스스로 원상태로 되돌릴 수 없다.
  - 승격된 말은 상대방에게 잡히면 강등된다.
  - 승격은 반드시 해야 하는 것이 아니며, 원하지 않는다면 승격하지 않고(불성, 不成) 원하는 시기에 해당 기물을 움직일 때 승격 여부를 결정할 수 있다.
    - 단, 움직인 이후 갈 길이 없어지게 되는 경우 반드시 승격해야 한다. 예를 들어 보병이 적진 1단으로 갈 경우, 승격하지 않으면 갈 길이 없어지므로 반드시 승격해야 한다.

  - 적진에서 나올 때에도 승격될 수 있지만, 승격되지 않은 상태로 적진을 나온 말은 다시 들어가기 전까지는 승격될 수 없다.
- 자신의 말이 움직일 수 있는 위치에 상대방의 말이 있는 경우 그 말을 잡을 수 있으며, 잡은 말은 필요할 때 자신이 쓸 수 있다.
- 자신의 말이 움직이는 범위에 자신의 말이 있다면 그곳으로 움직일 수 없다.
  - 보병은 하나의 세로선상에 두 개를 연속으로 배치할 수 없다. 단, 보병의 승격말인 토금은 하나의 세로선상에 2개 이상 놓을 수 있다.
  - 잡아두고 있던 보병을 투입함과 동시에 외통수를 부를 수 없다(打ち歩詰め).
- 상대가 옥장을 위협하는 경우를 왕수(王手, 오오테)라고 하며, 이 경우는 반드시 옥장을 피해야만 한다. 또한 피할 수 없는 외통(詰み, 쓰미)의 상황에서는 투료(投了)하여야 한다.
  - 자신의 어떤 말을 이동시키든 옥장을 상대방의 공격범위 안에 들어가게 하면 안 된다. 즉, 착수 후에 왕수에 걸린 상태가 되면 안 된다. 이를 어겼을 경우, 상대방이 즉시 옥장을 잡을 수 있고, 자신의 반칙패가 된다.

### 말의 움직임
| ○ | ○  | ○ |
| ○ | 玉 | ○ |
| ○ | ○  | ○ |

|   | ｜ |   |
| ― | 飛 | ― |
|   | ｜ |   |

| ○ | ｜ | ○ |
| ― | 竜 | ― |
| ○ | ｜ | ○ |

| ＼ |    | ／ |
|    | 角 |    |
| ／ |    | ＼ |

| ＼ | ○  | ／ |
| ○  | 馬 | ○  |
| ／ | ○  | ＼ |

| ○ | ○  | ○ |
| ○ | 金 | ○ |
|   | ○  |   |

| ○ | ○  | ○ |
|   | 銀 |   |
| ○ |    | ○ |

| ○ | ○  | ○ |
| ○ | 全 | ○ |
|   | ○  |   |

| ☆ |    | ☆ |
|   |    |   |
|   | 桂 |   |

| ○ | ○  | ○ |
| ○ | 圭 | ○ |
|   | ○  |   |

|   | ｜ |   |
| ■ | 香 | ■ |
|   |    |   |

| ○ | ○  | ○ |
| ○ | 杏 | ○ |
|   | ○  |   |

|   | ○  |   |
| ■ | 歩 | ■ |
|   |    |   |

| ○ | ○  | ○ |
| ○ | と | ○ |
|   | ○  |   |

## 비교

### 장기와의 비교
- 공통점
  - 비차(飛車)의 움직임은 장기의 차(車)와 같다.

- 차이점
  - 포로의 재사용 및 승격은 설명한 바와 같다.
  - 기물들이 점을 중심으로 활동하는 것이 아니라 체스처럼 면을 중심으로 활동한다.
  - 금장과 은장, 향차(전진만 가능한 차)와 각행(대각선 이동 기물. 비숍과 동일)이 있다.
  - 보병은 오직 전진만 할 수 있다.
  - 옥장의 움직임을 제한하는 궁성이 없다. 상대방의 진영으로까지 들어갈 수 있다.
  - 후진할 수 없는 기물이 많아 그 약점을 노리는 것이 중요하다.
  - 계마는 다른 기물을 뛰어넘을 수 있으나, 전진만 가능하고 측면 또는 후방으로는 움직일 수 없다.
  - 빅장이 없다.
  - 진영 구분 없이 기물의 생김새가 완전히 동일하며, 진영 구분은 기물이 놓인 방향으로 식별한다.
  - 장기는 기물의 앞뒤에 같은 글자가 쓰여져 있으나, 쇼기는 기물의 뒷면에는 승격 기물을 나타내는 글자가 쓰여져 있다. 승격하지 못하는 기물은 뒷면이 비어있다.
  - 왕에 해당하는 기물은 王과 玉으로 모양이 약간 다르다.(다만 둘 다 玉이 적혀있는 경우도 간혹 있다.)
  - 한 수 쉼이 없다. 모든 차례마다 말을 움직여야 한다.
  - 승격을 할 때, 승격하기 전에 갈 수 있었던 방향에 갈 수 없게 될 수도 있다.(은장-성은, 계마-성계 등)

### 체스와의 비교
- 공통점
  - 기물을 칸 안에 놓아, 면을 중심으로 활동한다.
  - 모든 차례마다 기물을 움직여야 한다.
  - 옥장·왕장의 움직임은 킹과 같고, 비차(飛車)의 움직임은 룩과 같고, 각행(角行)의 움직임은 비숍과 같다.

- 차이점

| 구분                   | 쇼기 | 체스 |
| ---------------------- | --- | --- |
| 진영의 구분            | 오각형 화살표의 방향으로 구분한다.                                                                                          | 흑과 백의 색상으로 구분한다.                                                                                      |
| 선수(先手)             | 옥장이 먼저 둔다. | 백이 먼저 둔다.                                                                                                   |
| 보병 / 폰의 움직임     | 처음 움직일 때도 한 칸 전진만 가능하며, 상대의 기물을 잡을 때도 전방으로만 움직일 수 있다.                                  | 처음 움직일 때 두 칸 전진도 가능하며, 상대의 기물을 잡을 때는 대각선으로만 움직일 수 있다.                        |
| 계마 / 나이트의 움직임 | 두 칸 전진한 상태에서 그 양 옆으로 한 칸 움직일 수 있으나, 후진이나 측면 이동은 불가능하다. 상대의 기물을 뛰어넘을 수 있다. | 상하좌우 어디든 직선으로 두 칸 이동한 상태에서 그 양 옆으로 한 칸 움직일 수 있다. 상대의 기물을 뛰어넘을 수 있다. |
| 스테일메이트           | 둘 수 있는 곳이 없으면 왕수에 관계없이 패배한다.                                                                            | 둘 수 있는 곳이 없을 때 체크에 걸리지 않았으면 비긴다.                                                            |
| 잡은 적마의 사용       | 가능하다. | 불가능하다. |
| 기물의 승격            | 금장과 왕장을 제외한 모든 기물이 승격할 수 있다. 또한 승격된 기물의 움직임이 사전에 정해져 있다.                            | 폰만 승격할 수 있다. 승격할 때 퀸, 나이트, 룩, 비숍 중 지위를 선택할 수 있다.                                     |

## 역사
전래된 시기는 6세기라는 설과 헤이안 시대에 처음 중국으로부터 전해졌다는 설 등이 있지만 확실하지는 않다. 11세기 경에 후지와라노 아키히라가 저서에서 쇼기에 관해 기술한 기록이 남겨져 있으며, 1058년경의 것으로 보이는 오각형의 나무로된 말이 나라현의 코후쿠사에서 발견되었다. 에도 시대에는 쇼기의 명인이 바둑의 명인과 함께 공인으로 녹봉을 지급받아 현재의 프로 기사에 해당하는 대접을 받았다. 17세기 초에는 쇼군 앞에서 장기를 겨루는 시합을 매해 11월 17일에 하는 전통이 생겨 지금 일본에서 이날이 쇼기의 날로 남아 있다.
19세기 말 메이지 유신 이후에는 이러한 제도가 없어지고 서양의 체스와 중국에서 전래된 마작의 공세로 맥이 끊길 위기에 처했었지만 20세기 초 쇼기 동맹이 설립되고 현재의 일본 쇼기 연맹의 전신인 도쿄 쇼기 연맹이 1924년에 설립되어 현재까지 쇼기 진흥 사업을 벌이고 있다. 말의 종류·개수와 차림, 판의 칸 수 등에 따라 쇼쇼기(小将棋), 주쇼기(中将棋), 다이쇼기(大将棋)등의 변형이 있다.

## 대중문화
일본 만화에서 쇼기를 소재로 한 대표적인 작품은 월하의 기사(月下の棋士)이다. 노조 준이치(能條純一)가 일본 쇼가쿠칸(小學館)에서 간행하는 만화잡지 빅코믹 스피릿츠에 1993년부터 2001년에 걸쳐 연재하여 총351화, 단행본으로는 총32권으로 완간되었다. 2000년에는 해당 만화를 원작으로 하는 동명의 드라마(총9화)가 아사히TV를 통해 방영되었다.
사이죠 신지(西条真二)는 2002년 소학관에서 간행하는 만화잡지 주간 소년 선데이에 쇼기짱 유키!!!(365歩のユウキ)를 연재했으며 단행본 4권으로 완간되었다.
안도 지로(安藤慈朗)는 고단샤(講談社)에서 간행하는 만화잡지 애프터눈 2004년 5월호~2008년6월호에 걸쳐 시온의 왕(しおんの王)을 연재하였다. (단행본 8권 완간) 스토리는 가토리 마사루가 썼으며, 이는 쇼기 기사 출신의 작가 하야시바 나오코(林葉直子)의 필명이라고 한다. 해당 작품은 동명의 애니메이션으로 제작되었으며, 「The Flowers of Hard Blood」라는 부제를 달고 2007년 10월 13일부터 2008년 3월 22일까지 일본의 후지 텔레비전에서 방영되었으며 간사이 TV 방송과 도카이 테레비에서는 4월 1일까지, 일본 전역으로 방송되는 BS후지에서는 4월 21일까지 방영하였다. 주인공 시온역의 성우는 카와스미 아야코이다.

## 같이 보기
- 일본의 쇼기 기사
- 변형 쇼기

### 쇼기 배우기
- 쇼기 배우기 (한국어)
- 컴퓨터와 쇼기 두기